# Garudinistis variegata
Garudinistis variegata är en fjärilsart som beskrevs av Rothschild 1912. Garudinistis variegata ingår i släktet Garudinistis och familjen björnspinnare. Inga underarter finns listade i Catalogue of Life.